# Prosthechea glauca
Prosthechea glauca là một loài thực vật có hoa trong họ Lan. Loài này được Knowles & Westc. miêu tả khoa học đầu tiên năm 1838.